# Verchnetoemskij rajon
Il Verchnetoemskij rajon (nome ufficiale in russo Верхнетоемский муниципальный район, traslitterato Verchnetoemskij municipal'nyj rajon) è un distretto dell'Oblast' di Arcangelo, in Russia. Il centro amministrativo del distretto è il villaggio di Verchnjaja Tojma.

## Geografia antropica

### Suddivisioni amministrative
Il distretto comprende 9 comuni rurali. Oltre al villaggio capoluogo di Verchnjaja Tojma il distretto raccoglie molte altre località tra cui le seguenti sono capoluoghi comunali: Voznesenskoe, Okulovskaja, Sogra, Dvinskoj, Kondratovskaja, Zelennik, Semenovskaja, Avnjugskij.